# Mitridat II. Pontski
Mitridat II. (starogrško Mιθριδάτης, latinizirano: Mitridates) je bil tretji kralj Pontskega kraljestva, ki je vladal od leta  250 pr. n. št. do 210 pr. n. št.  Bil je sin in naslednik pontskega kralja Ariobarzana. 

## Zgodnje življenje
Ob očetovi smrti je bil mladoleten, natančnega datuma njegovega pristopa pa ni mogoče natančno določiti. Zdi se, da se je to zgodilo precej pred letom 240 pr. n. št., saj Memnon pravi, da je bil ob očetovi smrti otrok in da je imel leta 222 pr. n. št. hčerko, godno za možitev. Kmalu po njegovem pristopu so v Pontsko kraljestvo vdrli Galci, ki so bili nazadnje odbiti.
Mitridat se je poročil z Laodiko, sestro Antioha Hieraksa in Selevka II. Kalinika, s katero naj bi kot doto prejel Frigijo. 

## Vladanje

### Konflikt s Selevkom II. Kalinikom
Leta 245 pr. n. št. je Antioh Hieraks ob podpori svoje matere Laodike I., ki je imela velik vpliv v Anatoliji, zahteval  od svojega brata Selevka II. Kalinika ozemlje v Anatoliji in nato hitro razglasil svojo neodvisnost. Selevk II. se je takrat na jugu boril proti Ptolemajcem in ni imel druge izbire, kot da to tolerira. 
V kasnejši vojni med Hieraksom in Selevkom se je Mitridat II. postavil na stran Hieraksa in svoje tašče in njunih zaveznikov. Mitridat je  premagal Selevka v veliki bitki pri Ankiri leta 235 pr. n. št., v kateri je Selevk izgubil 20.000 tisoč vojakov in komaj rešil življenje. Hieraks  je umrl leta 226 pr. n. št. 

### Kasnejše vladanje
Leta 222 pr. n. št. je Mitridat II. dal svojo hčer Laodiko za ženo  selevkidskemu kralju Antiohu III. Druga njegova hčerka, prav tako Laodika, se je  približno v istem času poročila z Antiohovim bratrancem, generalom Ahejem.
Leta 220 pr. n. št. je Mitridat napovedal vojno bogatemu in močnemu mestu Sinop, vendar ga ni mogel zavzeti. Mesto je prišlo pod oblast  pontskih kraljev šele leta 183 pr. n. št.
Leta 227 pr. n. št. se je Mitridat II. skupaj z drugimi anatolskimi monarhi izkazal s pošiljanjem veličastnih daril Rodosu, ki ga je uničil potres.

### Smrt
Datum Mitridatove smrti ni znan. Nasledil ga je njegov in Laodikin sin  Mitridat III.